# Lijst van voetbalinterlands Israël - Slowakije
Deze lijst van voetbalinterlands is een overzicht van alle officiële voetbalwedstrijden tussen de nationale teams van Israël en Slowakije. De landen speelden tot op heden zeven keer tegen elkaar. Het eerste duel, een kwalificatiewedstrijd voor het Europees kampioenschap voetbal 1996, werd gespeeld in Tel Aviv op 12 oktober 1994. De laatste ontmoeting, een vriendschappelijke wedstrijd, vond plaats op 10 juni 2025 in Debrecen (Hongarije).

## Wedstrijden
| № | Plaats     | Datum            | Competitie                  | Wedstrijd          | Uitslag |
| - | ---------- | ---------------- | --------------------------- | ------------------ | ------- |
| 1 | Tel Aviv   | 12 oktober 1994  | EK 1996 kwalificatie        | Israël – Slowakije | 2 – 2   |
| 2 | Košice     | 6 september 1995 | EK 1996 kwalificatie        | Slowakije – Israël | 1 – 0   |
| 3 | Bratislava | 18 augustus 1999 | Vriendschappelijk           | Slowakije – Israël | 1 – 0   |
| 4 | Netanja    | 5 maart 2014     | Vriendschappelijk           | Israël – Slowakije | 1 – 3   |
| 5 | Netanja    | 7 september 2020 | UEFA Nations League 2020/21 | Israël − Slowakije | 1 − 1   |
| 6 | Trnava     | 14 oktober 2020  | UEFA Nations League 2020/21 | Slowakije − Israël | 2 − 3   |
| 7 | Debrecen   | 10 juni 2025     | Vriendschappelijk           | Slowakije – Israël | 0 – 1   |

## Samenvatting
| Competitie          | Totaal gespeeld | Winst Israël | Gelijk | Winst Slowakije | Doelsaldo Israël – Slowakije |
| ------------------- | --------------- | ------------ | ------ | --------------- | ---------------------------- |
| EK-kwalificatie     | 2               | 0            | 1      | 1               | 2 − 3                        |
| UEFA Nations League | 2               | 1            | 1      | 0               | 4 − 3                        |
| Vriendschappelijk   | 3               | 1            | 0      | 2               | 2 − 4                        |
| Totaal              | 7               | 2            | 2      | 3               | 8 − 10                       |

## Details

### Eerste ontmoeting
| EK 1996 kwalificatie (Tel Aviv, Israël, 12 oktober 1994): |       |                                       |
| Israël                                                    | 2 – 2 | Slowakije                             |
| Ronen Harazi 12' Tal Banin 33' (pen.)                     | goals | 6' Štefan Rusnák 14' Ľubomír Moravčík |

### Tweede ontmoeting
| EK 1996 kwalificatie (Košice, Slowakije, 6 september 1995): |       |        |
| Slowakije                                                   | 1 – 0 | Israël |
| Tibor Jančula 54'                                           | goals |        |

### Derde ontmoeting
| Vriendschappelijk (Bratislava, Slowakije, 18 augustus 1999): |       |        |
| Slowakije                                                    | 1 – 0 | Israël |
| Martin Fabuš 80'                                             | goals |        |

### Vierde ontmoeting
| Vriendschappelijk (Netanja, Israël, 5 maart 2014):                                                                                        |       |                                                  |
| Israël | 1 – 3 | Slowakije                                        |
| Maor Buzaglo 80' | goals | 37' Martin Jakubko 69' Ján Ďurica 83' Róbert Mak |
| - Debuut van Orel Dgani (Hapoel Tel Aviv) voor Israël. - Debuut van Norbert Gyömbér (Catania) en Filip Kiss (Ross County) voor Slowakije. |       |                                                  |

IFA · A-internationals · Bondscoaches · Statistieken · Israëlisch vrouwenelftal · Olympisch elftal · Israël U21 · Israël U20 · Israël U19 · Israël U18 · Israël U17 · Israël U16
1934 – 1939 · 
1940 – 1949 · 
1950 – 1959 · 
1960 – 1969 · 
1970 – 1979 · 
1980 – 1989 · 
1990 – 1999 · 
2000 – 2009 · 
2010 – 2019 ·
2020 − 2029
WK 1970
1934 · 
1935–1937 · 
1938 · 
1939 · 
1948 · 
1941–1947 · 
1948 · 
1949 · 
1950 · 
1951–1952 · 
1953 · 
1954 · 
1955 · 
1956 · 
1957 · 
1958 · 
1959 · 
1960 · 
1961 · 
1962 · 
1963 · 
1964 · 
1965 · 
1966 · 
1967 · 
1968 · 
1969 · 
1970 · 
1971 · 
1972 · 
1973 · 
1974 · 
1975 · 
1976 · 
1977 · 
1978 · 
1979 · 
1980 · 
1981 · 
1982 · 
1983 · 
1984 · 
1985 · 
1986 · 
1987 · 
1988 · 
1989 · 
1990 · 
1991 · 
1992 · 
1993 · 
1994 · 
1995 · 
1996 · 
1997 · 
1998 · 
1999 · 
2000 · 
2001 · 
2002 · 
2003 · 
2004 · 
2005 · 
2006 · 
2007 · 
2008 · 
2009 · 
2010 · 
2011 · 
2012 · 
2013 · 
2014 · 
2015 ·
2016 ·
2017 ·
2018 ·
2019 ·
2020 ·
2021 ·
2022 ·
2023
Albanië · 
Andorra ·
Argentinië ·
Armenië ·
Australië ·
Azerbeidzjan ·
België ·
Bosnië en Herzegovina ·
Brazilië ·
Bulgarije ·
Chili ·
Colombia ·
Cyprus ·
Denemarken ·
Duitsland ·
Engeland ·
Estland ·
Ethiopië ·
Faeröer ·
Filipijnen ·
Finland ·
Frankrijk ·
Georgië ·
GOS ·
Griekenland ·
Guatemala ·
Honduras ·
Hongarije ·
Hongkong ·
Ierland ·
IJsland ·
India ·
Iran ·
Italië ·
Ivoorkust ·
Japan ·
Joegoslavië ·
Kosovo ·
Kroatië ·
Letland ·
Liechtenstein ·
Litouwen ·
Luxemburg ·
Maleisië ·
Malta ·
Mexico ·
Moldavië ·
Montenegro ·
Myanmar ·
Nederland ·
Nieuw-Zeeland ·
Noord-Ierland ·
Noord-Macedonië ·
Noorwegen ·
Oekraïne ·
Oezbekistan ·
Oostenrijk ·
Pakistan ·
Polen ·
Portugal ·
Roemenië ·
Rusland ·
San Marino ·
Schotland ·
Servië ·
Singapore ·
Slovenië ·
Slowakije ·
Sovjet-Unie ·
Spanje ·
Taiwan ·
Thailand ·
Tsjechië ·
Turkije ·
Uruguay ·
Verenigde Staten ·
Wales ·
Wit-Rusland ·
Zambia ·
Zuid-Afrika ·
Zuid-Korea ·
Zuid-Vietnam ·
Zweden ·
Zwitserland
SFZ · A-internationals · Bondscoaches · Statistieken · Slowaaks vrouwenelftal · Olympisch elftal · Slowakije U21 · Slowakije U20 · Slowakije U19 · Slowakije U18 · Slowakije U17 · Slowakije U16
1939 – 1944 · 1992 – 1999 · 2000 – 2009 · 2010 – 2019 · 2020 − 2029
EK's: 2016 · 2020 · 2024
WK's: 2010
OS: 2000
1939 · 1940 · 1941 · 1942 · 1943 · 1944 · 1945–1991 · 1992 · 1993 · 1994 · 1995 · 1996 · 1997 · 1998 · 1999 · 2000 · 2001 · 2002 · 2003 · 2004 · 2005 · 2006 · 2007 · 2008 · 2009 · 2010 · 2011 · 2012 · 2013 · 2014 · 2015 · 2016 · 2017 · 2018 · 2019 · 2020 · 2021
Algerije · 
Andorra · 
Argentinië ·
Armenië · 
Australië · 
Azerbeidzjan · 
België · 
Bolivia · 
Bosnië en Herzegovina · 
Brazilië · 
Bulgarije · 
Chili · 
Colombia · 
Costa Rica · 
Cyprus · 
Denemarken · 
Duitsland · 
Egypte · 
Engeland · 
Estland · 
Faeröer · 
 Finland · 
Frankrijk · 
Georgië · 
Gibraltar · 
Griekenland · 
Guatemala · 
Hongarije · 
Ierland · 
IJsland · 
Iran · 
Israël · 
Italië · 
Japan · 
Joegoslavië · 
Jordanië · 
Kameroen · 
Kazachstan ·
Koeweit ·
Kroatië · 
Letland · 
Libanon ·
Liechtenstein · 
Litouwen ·
Luxemburg · 
Malta · 
Marokko · 
Mexico ·
Moldavië · 
Montenegro ·
Nederland · 
Nieuw-Zeeland · 
Noord-Ierland ·
Noord-Macedonië ·
Noorwegen ·
Oeganda · 
Oekraïne · 
Oezbekistan · 
Oostenrijk · 
Paraguay · 
Peru · 
Polen · 
Portugal · 
Roemenië · 
Rusland · 
San Marino · 
Saoedi-Arabië · 
Schotland · 
Servië en Montenegro ·
Slovenië · 
Spanje · 
Thailand · 
Tsjechië · 
Turkije · 
Verenigde Arabische Emiraten · 
Verenigde Staten · 
Wales · 
Wit-Rusland · 
Zuid-Korea · 
Zweden · 
Zwitserland
Engeland (2016) ·
Nieuw-Zeeland (2010) · 
Polen (2021) · 
Rusland (2016) · 
Spanje (2021) · 
Wales (2016) · 
Zweden (2021)